# Петър (име)
Вижте пояснителната страница за други значения на Петър.
Пѐтър е мъжко име, от гръцки произход, от гръцката дума за камък, скала – Πετρος, и е еквивалент на българското име Камен.
Към края на 2009 г. Петър е петото по разпространеност мъжко име в България, носено от около 81 000 души (2,22% от мъжете). То е и единадесетото най-често използвано мъжко име за родените през 2007 – 2009 година (1,17%).
Диалектни форми на Петър са Пешо, Петьо и Туше.

## Скоропоговорка
Петър плет плете
по три пръта преплита
плети Петре плета
подпри Петре плета
падна Петре плета
също и:
Петър плет плете
по три пръта преплита
плети Петре плета
по три пръта преплитай

## Популярни българи, носещи името Петър

### Владетели, политици, държавници и военни дейци
- Петър I, български цар (? – 969)
- Петър Абрашев, политик (1866 – 1930)
- Петър Арабаджията, революционер (1830 – 1906)
- Петър Берон, учен и политик (1940)
- Петър Габровски, политик и министър-председател (1898 – 1945)
- Петър Гудев, политик и министър-председател (1862 – 1932)
- Петър Делян, български цар (1001 – 1041)
- Петър Димитров, съвременен политик, министър (1949)
- Петър Дървингов, революционер – ВМРО, военен деец – полковник и военен историк (1875 – 1958)
- Петър Дюлгеров, политик (1929 – 2003)
- Петър Жотев, политик (1950)
- Петър Корнажев, юрист и политик (1930 – 2002)
- Петър Лолов, военен деец – генерал (1864 – 1925)
- Петър Марков, военен деец – генерал (1859 – ?)
- Петър Мидилев, политик (1875 – 1939)
- Петър Младенов, президент на България (1936 – 2000)
- Петър Найчев, партизанин (1898 – 1944)
- Петър Ораховац, общественик и медик от сръбски произход (1857 – 1922)
- Петър Панайотов, партизанин и политик (1906 – 1991)
- Петър Панчевски, военен деец – генерал и политик (1902 – 1982)
- Петър Пармаков, революционер (1850 – 1876)
- Петър Пешев, политик (1858 – 1931)
- Петър Стоянов, президент на България (1952)
- Петър Тантилов, военен деец – генерал (1861 – 1937)
- Петър Танчев, политик от БЗНС (1920 – 1992)
- Петър Тодоров, политик и държавник (1881 – 1955)
- Петър Топалов, войвода (1843 – 1876)
- Петър IV, български цар (12 век – 1197)

### Личности от духовната сфера
- Петър Берон, енциклопедист и просветител (1795 – 1871)
- Петър Бобев, писател (1914 – 1997)
- Петър Волгин, телевизионен и радиожурналист (1969)
- Петър Граматик, духовник (16 век)
- Петър Даскалов, китарист и поп-композитор (1964)
- Петър Димков, народен лечител (1886 – 1981)
- Петър Динев, композитор (1889 – 1980)
- Петър Динеков, литературен историк и фолклорист – академик (1910 – 1992)
- Петър Добрев, историк (1943)
- Петър Дочев, художник (1934 – 2005)
- Петър Драганов, филолог и педагог (1857 – 1928)
- Петър Дънов, философ и духовен учител (1864 – 1944)
- Петър Завоев, писател и журналист (1880 – 1969)
- Петър Золотович, оперен певец (1893 – ?)
- Петър Иванов, просветен деец (1847 – 1927)
- Петър Иванов, аграрен учен (1938)
- Петър Кантарджиев, архитект (1893 – 1981)
- Петър Карапетров, публицист и общественик (1845 – 1903)
- Петър Кауков, актьор и режисьор (1970)
- Петър Крумов, диригент и композитор (1934)
- Петър Куцаров, скулптор (1921)
- Петър Мутафчиев, историк (1883 – 1943)
- Петър Николов, фармаколог (1894 – 1990)
- Петър Оджаков, фолклорист – академик (1834 – 1916)
- Петър Парчевич, католически епископ (1612 – 1674)
- Петър Пашов, езиковед (1931)
- Петър Петров, инженер – изобретател (1919 – 2003)
- Петър Попзлатев, режисьор (1953)
- Петър Попйорданов, актьор (1964)
- Петър Савов, художник (1961)
- Петър Ступел, композитор (1923 – 1997)
- Петър Стъпов, писател (1910 – 1992)
- Петър Увалиев, писател, теоретик на изкуството (1915 – 1998)
- Петър Чернев, естраден певец (1943 – 1992)
- Петър Чухов, писател (1961)
- Петър Шапкарев, математик и икономист (1908 – 1997)

### Спортисти
- Петър Авуски, футболист (1970)
- Петър Александров, футболист и треньор (1962)
- Петър Аргиров, футболист, скиор и треньор (1923)
- Петър Витанов, футболист (1967)
- Петър Димитров, футболист (1982)
- Петър Жеков, футболист и треньор (1944)
- Петър Занев, футболист (1985)
- Петър Зехтински, футболист и треньор (1955)
- Петър Златинов, футболист (1981)
- Петър Киров, борец (1942)
- Петър Колев, футболист (1974)
- Петър Курдов, футболист и треньор (1961)
- Петър Кюмурджиев, футболист (1981)
- Петър Кънчев, футболист (1977)
- Петър Къртевски, футболист (1902 – ?)
- Петър Лесов, боксьор и треньор (1960)
- Петър Малинов, футболист (1970)
- Петър Миладинов, футболист и футболен мениджър (1955)
- Петър Михайлов, футболист (1930)
- Петър Михтарски, футболист (1966)
- Петър Панагонов, футболист и треньор (1930 – 2005)
- Петър Патев, футболист (1926)
- Петър Петров, шахматист и спортен журналист (1919 – 2003)
- Петър Попангелов, скиор и треньор (1959)
- Петър Стойчев, плувец (1976)
- Петър Стоянов, сумист (1976)
- Петър Хубчев, футболист (1964)
- Петър Цветанов, футболист (1972)